# Nowy Wiśnicz

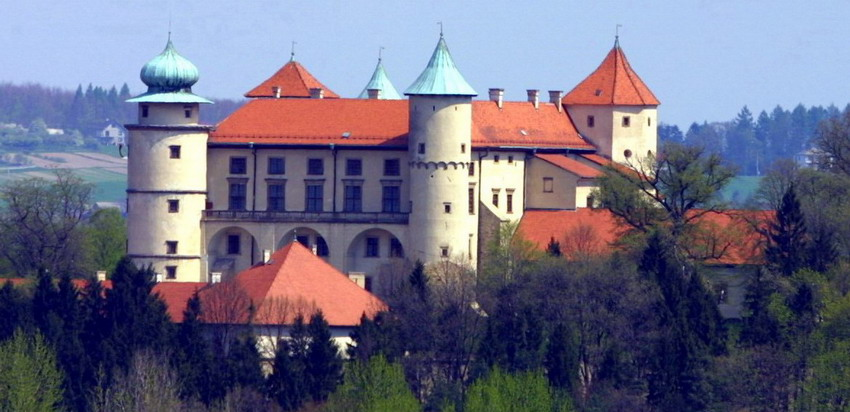
Kasteel

Nowy Wiśnicz is een stad in het Poolse woiwodschap Klein-Polen, gelegen in de powiat Bocheński. De oppervlakte bedraagt 5,05 km², het inwonertal 2724 (2005).